# Mahmadu Alphajor Bah
Mahmadu Alphajor Bah (ur. 1 stycznia 1977 w Kabali, zm. 21 września 2016 we Freetown) – sierraleoński piłkarz występujący na pozycji pomocnika.

## Kariera klubowa
Bah karierę rozpoczynał w 1994 roku w belgijskim KSC Lokeren. Z zespołem tym spędził dwa sezony w drugiej lidze, a w 1996 roku, po awansie do pierwszej, odszedł do południowokoreańskiego Jeonnam Dragons. W 1997 roku wywalczył z nim wicemistrzostwo Korei Południowej, a także zdobył Puchar Korei Południowej. Następnie grał w chińskich Xiamen Lanshi oraz Zhejiang Lücheng, szwedzkim Halmstads BK, saudyjskim Al-Qadisiya, sierraleońskim Mighty Blackpool, katarskim Al-Sailiya oraz malezyjskim Perlis FA.

## Kariera reprezentacyjna
W reprezentacji Sierra Leone Bah grał w latach 2000-2008.

## Śmierć
Zginął w wypadku samochodowym.

## Źródła
- Mahmadu Alphajor Bah w bazie National Football Teams (ang.)